# Reserva Bemarivo
La Reserva Bemarivo es una reserva de vida silvestre en el noroeste de Madagascar. Fue creada en 1956 y cubre un área de 12,080 ha. La reserva es conocida por su fauna especialmente aves endémicas. 

## Geografía
La reserva se encuentra en una meseta costera en la región de Melaky, a unos 12 km del pueblo y comuna de Besalampy, y a unos 5 km de la costa del canal de mozambique. Tiene un clima cálido con una temperatura media diaria de 25 grados Celsius (77,0 °F) y la temporada de lluvias es de noviembre a febrero, con una precipitación anual de aproximadamente 1,000 mm. El río Bemarivo es un afluente del río Sofía y fluye permanentemente durante la estación seca, a diferencia de los pequeños afluentes de los ríos Marotondro y Ampandra, que son estacionales. La vegetación principal es densa, bosque seco caducifolio, dominado por árboles de Cordyla, Dalbergia, Diospyros, Eugenia, Grewia, Ravensara y Sideroxylon. Fuera del bosque, hay sabanas secundarias con palmeras Bismarckia, y los lagos y marismas Tsimanjonotsy y Ranovoribe. Los Sakalava son el grupo étnico dominante.

## Flora y fauna
La reserva tiene un impresionante número de aves endémicas con más de veintitrés registradas. En total, hay setenta y tres especies de aves, veinte especies de reptiles y quince especies de mamíferos (incluidas seis especies de lémures) que se conocen en esta reserva, así como veinticuatro especies de reptiles y 194 especies de plantas. Los humedales son el mayor atractivo para las aves, que incluyen el águila pescadora de Madagascar ( Haliaeetus vociferoides ) que está en peligro crítico y el teal de Bernier (Anas bernieri), que está catalogado como en peligro por la Unión Internacional para la Conservación de la Naturaleza (UICN). Los reptiles encontrados en la reserva incluyen el cocodrilo del Nilo (Crocodylus niloticus) y la Boa de tierra de Madagascar (Acrantophis madagascariensis).
La agricultura de tala y quema es la principal amenaza en la reserva junto con los incendios.